# Padre Carvalho
Padre Carvalho é um município brasileiro do norte do estado de Minas Gerais. Sua população recenseada em 2022 era de 5 058 habitantes.

## Geografia
Localiza-se na Mesorregião do Norte de Minas.

## Administração
- Prefeito: José Nilson Bispo de Sá (2021/2024)
- Vice-prefeito: Osmando José dos Santos
- Presidente da câmara: Elcio Pereira de Oliveira (2017/2018)(2019/2020)(2021/2022)(2023/2024)